# هرمان لاوزه
هرمان لاوزه (آلمانی: Hermann Lause؛ ۷ فوریه ۱۹۳۹ – ۲۸ مارس ۲۰۰۵) بازیگر اهل کشور آلمان بود.
از فیلم‌ها یا برنامه‌های تلویزیونی که وی در آن نقش داشته‌است می‌توان به در مقابل دیوار، دهه پنجاه وحشی، فابیان و عصر یخبندان اشاره کرد.